# Чорносорочечники
 Добровільна міліція національної безпеки (італ. Milizia Volontaria per la Sicurezza Nazionale або MVSN), більше відома як чорносорочники (італ. Camicie nere) або сквадристи (італ. squadristi) — збройні загони Національної фашистської партії в Італії після Першої світової війни і до кінця Другої світової війни. Організовані Беніто Муссоліні. Засновниками цієї групи були представники націоналістичної інтелігенції, колишні армійські офіцери і члени ударних підрозділів «Ардіті», молоді землевласники, промисловці, які виступали проти комуністично і соціалістично налаштованих селян і чорноробів. Їх методи стали більш жорсткими після того, як влада Муссоліні в Італії зросла. У 1943 році MVSN була переформована в Чорні бригади .

## Історія створення
У 1919 році був створений Італійський союз боротьби, який складався з безлічі незадоволених тодішньою політичною обстановкою колишніх військових. Основною метою Італійського союзу боротьби була боротьба з комуністами і страйками . Після маршу на Рим, що відбувся з 27 по 29 жовтня 1922 року і який був організований Беніто Муссоліні. Коли Мусоліні прийшов до влади, розробку проекту і створення спеціальних воєнізованих загонів Національної фашистської партії, він доручив комісії у складі Еміліо Де Боно, Чезаре Марія де Веккі, Альдо Фінці, Італо Бальбо і Аттіліо Теруцці. 
Комісією був вироблений і реалізований проект по формуванню воєнізованої організації за типом ополчення, куди набиралися добровольці у віці від 17 до 50 років. Після схвалення Радою Міністрів (28 грудня 1922 року) проект був схвалений постановою Великої фашистської ради 12 січня 1923 року. Проект став законом згідно з королівським указом № 31 від 14 січня 1923 року. Діяльність Добровільної міліції національної безпеки почалася з 1 лютого 1923 року служба в ній позиціонувалась як «озброєна охорона революції» і «Служба Богу і Батьківщині». 

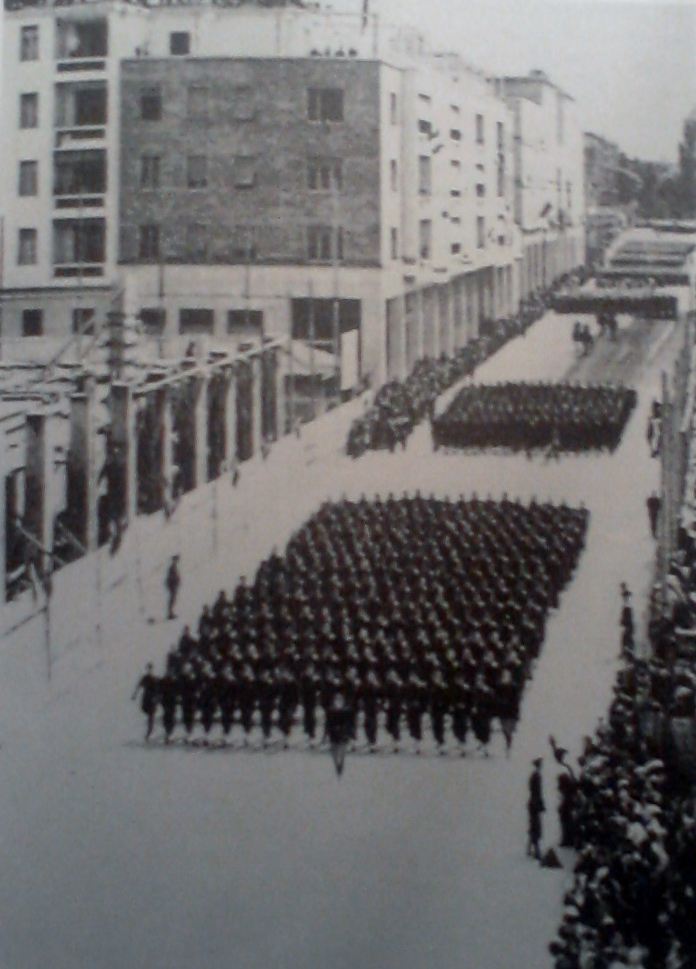
Парад чорносорочечників на вулиці Корсо Ліберта в Больцано

Відповідно до закону, MVSN повинна була підтримувати порядок і захищати національні інтереси Італії. У разі мобілізації, згідно Королівського указу 31/1923, було передбачено злиття міліції зі складом Королівської армії і ВМС. Для фінансування пенсійного фонду міліції 23 жовтня 1923 року був виданий спеціальний ряд марок з доплатою. 
4 серпня 1924 року був випущений «Королівський указ № 1292», згідно з яким «MVSN є частиною Збройних Сил держави і його члени приймають присягу на вірність королю і підлягають тим же дисциплінарним і кримінальним законам, що і військовослужбовці Королівської армії». 

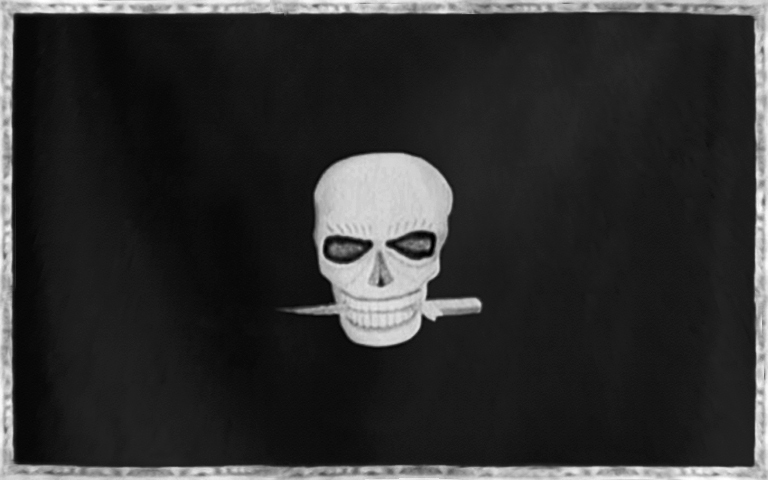
Один з варіантів прапора сквадристів. Череп з кинджалом в зубах спочатку був символом військ Ардіті.

У колоніях і на окупованих територіях створювалися власні підрозділи фашистської міліції. Наприклад, в Албанії Албанська фашистська міліція, в колоніях Лівії, Ефіопії, Еритреї колоніальна фашистська міліція. При цьому, в колоніальну міліцію через брак власних італійських кадрів, набиралися кадри з числа місцевих жителів (тубільців). У чорносорочечників були допоміжні збройні формування, які контролювали найбільш важливі стратегічні об'єкти країни: 
- Milizia ferroviaria - охорона залізниці
- Milizia forestale - охорона лісів
- Milizia marittima di artiglieria (MILMART) - берегова артилерія
- Milizia portuaria - охорона портів
- Milizia postelegrafonica - охорона об'єктів зв'язку: пошта, телефон, телеграф, радіо
- Milizia coloniale - охорона в колоніях
- Milizia della strada - охорона автодоріг
- Milizia confinaria - охорона державних кордонів
- Milizia per la difesa antiaerea territoriale (DICAT) - міліція територіальної ППО
- Milizia fascista albanese - фашистська міліція Албанії
- Corpo medico della MVSN - медичний корпус
- Milizia universitaria - університетська міліція
- Moschittiere del Duce - особиста охорона Дуче

## Дивізії MVSN
- 1ª Divisione CC. NN. «Dio lo Vuole» - 1-а дивізія чорносорочечників «Божа воля»
- 2ª Divisione CC. NN. «Fiamme Nere» - 2-а дивізія чорносорочечників «Чорні вогні»
- 3ª Divisione CC. NN. «Penne Nere» - 3-тя дивізія чорносорочечників «Чорні пір'я»
- 1ª Divisione CC. NN. «23 marzo» - 1-а дивізія чорносорочечників «23 Березня»
- 2ª Divisione CC. NN. «28 ottobre» - 2-а дивізія чорносорочечників «28 жовтня»
- 3ª Divisione CC. NN. «21 aprile» - 3-тя дивізія чорносорочечників «21 квітня»
- 4ª Divisione CC. NN. «3 gennaio» - 4-а дивізія чорносорочечників «3 січня»
- 5ª Divisione CC. NN. «1 febbraio» - 5-а дивізія чорносорочечників «1 лютого»
- 6ª Divisione CC. NN. «Tevere» - 6-а дивізія чорносорочечників «Тибр»
- 7ª Divisione CC. NN. «Cirene» - 7-а дивізія чорносорочечників «Кирена»
- 1ª Divisione corazzata «M» - 1-а бронетанкова дивізія «М»

## Застосування насильства до політичних противників

Штандарт із зображенням орла, який тримає в лапах фасції. Був також у вигляді кокарди на кашкетах і пілотках уніформи вищих чинів чорносорочечників.

Оскільки чорносорочечники створювалися як бойові загони Національної фашистської партії, вони відразу ж почали проводити політику залякування і насильства над своїми політичними противниками — анархістами, комуністами, соціалістами, соціал-демократами, лібералами, активістами лівих профспілок, а також національними меншинами Італії, які відмовлялисьприймати "італізацію". Так в приєднаній до Італії області Больцано (колишній Південний Тіроль), населеної переважно австрійцями, які не бажали визнавати італійське управління областю, 24 квітня 1921 року під час костюмованого параду туди прибули близько 400 чорносорочечників і влаштували напад на представників Південнотірольської Конфедерації Профспілок. Була вбита 1 людина, 45 поранено. У 1922 році сквадристи увірвалися в офіс соціалістичної газети «Аванті», розгромили і спалили його. Чорносорочечники завжди намагалися перешкодити зборам і мітингам, страйкам соціалістів, розганяли їх, громили штаб-квартири, били учасників і організаторів.
Також чорносорочечниками часто застосовувалося так зване «напування касторкою». Найактивніших супротивників виловлювали і, утримуючи за руки, заливали в горло велику кількість касторки. Касторка є швидким і дуже сильним проносним. Начебто просте приниження, проте через сильний і довгий розлад кишечника, організм швидко зневоднювався і іноді могла наступити навіть смерть. У 1919 році поет і політичний діяч фашистських поглядів Габріеле Д'Аннуціо з загоном чорносорочечників захопив місто Фіуме, що раніше належало Австро-Угорщині і статус якого був ще не визначений, проголосивши там Республіку Фіуме, яка залишалася невизнаною і промишляла піратством в Адріатичному морі. 
Фактично з 1919 по 1922 роки дії сквадристіви можна було порівняти з діями загонів фрайкора в Німеччині цього ж періоду, з тією різницею, що лідери чорносорочечників прийшли до влади в Італії, а лідери фрайкору саморозпустилися на початку 20-х, хоча багато хто з них пізніше перейшов на службу до нацистів. З приходом до влади фашистів в 1922 році число актів насильства поступово почало скорочуватися, оскільки противники фашистів перейшли в глибоке підпілля і їх активність стала згасати. Сили ж самих чорносорочечників стали направлятися на зовнішньополітичну експансію Італії.

## Участь чорносорочечників у війнах

#### Лівія, 1923
Найперше застосування чорних сорочок у військовому конфлікті сталося у Лівії, у вересні 1923 року, за час придушення лівійського національно-визвольного руху Мухтара Омара. участь у боях брали три легіони. Чорносорочечники дуже добре зарекомендували себе в бою, тому уряд вирішив створити два постійних легіони так званої четвертої сторони, один в Триполі, інший в Бенгазі. 

#### Друга італо-ефіопська війна
У цій війні сили чорносорочечників складалися з двох груп по сім підрозділів, а також з декількох невеликих загонів. Мобілізація сил фашистської міліції під час операції в районі Африканського Рогу розпочалась 3 жовтня 1935 року, в ній взяли участь близько 5611 офіцерів та 162 390 солдатів (інші джерела говорять про 3751 офіцерів і 112 тисяч солдатів). Кампанія завершилася після семи місяців і вступу в Аддіс-Абебу італійських військ. Чорносорочечники втратили близько 1290 чоловік, зарекомендувавши себе з позитивного боку. 

#### Громадянська війна в Іспанії
У 1936 з початком громадянської війни в Іспанії, для підтримки сил генерала Франко був відправлений Корпус добровольців (Corpo Truppe Volontarie), в тому числі близько 20 000 чорносорочечників. Після ряду поразок велика частина військ була відкликана. На іспанській території залишилися лише невеликі підрозділи чорносорочечників, героїчно проявили себе в боях за Малагу, Більбао, Ебро і Сантандер, Гвадалахару, Тортоси і Левант. Разом з націоналістами Франко штурмували Мадрид . Загальні втрати чорносорочечників склали приблизно 3290 чоловік. 

#### Вторгнення і окупація Албанії
У квітні 1939 року у вторгненні і окупації Албанської Королівства брало участь до шести батальйонів чорносорочечників. У тому ж році була утворена місцева албанська фашистська міліція, що складалася як з італійців, так і з албанців. Албанія стала плацдармом для подальшого вторгнення в Грецію і Югославію, в якому брала участь і фашистська міліція, також і албанська. 

#### Друга світова війна
Зі вступом Італії у війну 10 червня 1940 року військові підрозділи чорносорочечників в кількості 340 000 чоловік взяли активну участь в бойових діях. При цьому вони були практично на всіх фронтах. У 1941 році були створені спеціальні ударні батальйони «М», що складалися тільки з чорносорочечників. У Східній Африці після поразки італійських військ в 1941 році значна частина військовослужбовців, в тому числі і чорносорочечників, не бажаючи здаватися британцям розгорнула партизанську війну, яка тривала два роки. 

## Ліквідація
Положення Італії у Другій світовій війні з кожним роком погіршувався. Великий внесок в антивоєнні і антифашистські настрої населення принесла тяжка поразки військ під Сталінградом, де десятки тисяч італійських військових загинули, потрапили в полон і залишилися інвалідами через обмороження кінцівок. Після втрати Північної Африки в травні 1943 року, через два місяці 10 липня англо-американські війська висадилися вже на Сицилії, тобто в самій Італії. Велика частина військових і політичних діячів країни при схваленні короля ухвалила рішення змістити лідера фашистів Муссоліні з займаних ним посад і почати таємні переговори з антигітлерівської коаліцією щодо виведення країни з війни. 25 липня 1943 Муссоліні був заарештований. Незважаючи на арешт свого лідера, чорносорочечники не розпочали активного опору і не спромоглися звільняти свого колишнього лідера. Новий уряд маршала Бадольо початок поступову нейтралізацію чорносорочечників. Зі своєї посади був знятий командир чорносорочечників генерал Галбіаті, а замість нього призначений відданий королю генерал Контічеллі. За розпорядженням Бадольо з петлиць уніформи чорносорочечників були прибрані фасції (фашистська символіка) і замінені армійськими зірками. Самі чорносорочечники оголошувалися «легіонерами», а потім почалося їх поступове переведення у звичайні армійські структури. 
Однією з умов миру між союзниками і італійцями була повна ліквідація всіх фашистських інститутів в Італії, в тому числі і чорносорочечників, що і було фактично зроблено до грудня 1943 року. В утвореній у кінці вересня маріонеткової Італійської Соціальної Республіки чорносорочечники були відтворені під новою назвою «Чорні бригади». 

## Уніформа, особливості та знаки розрізнення

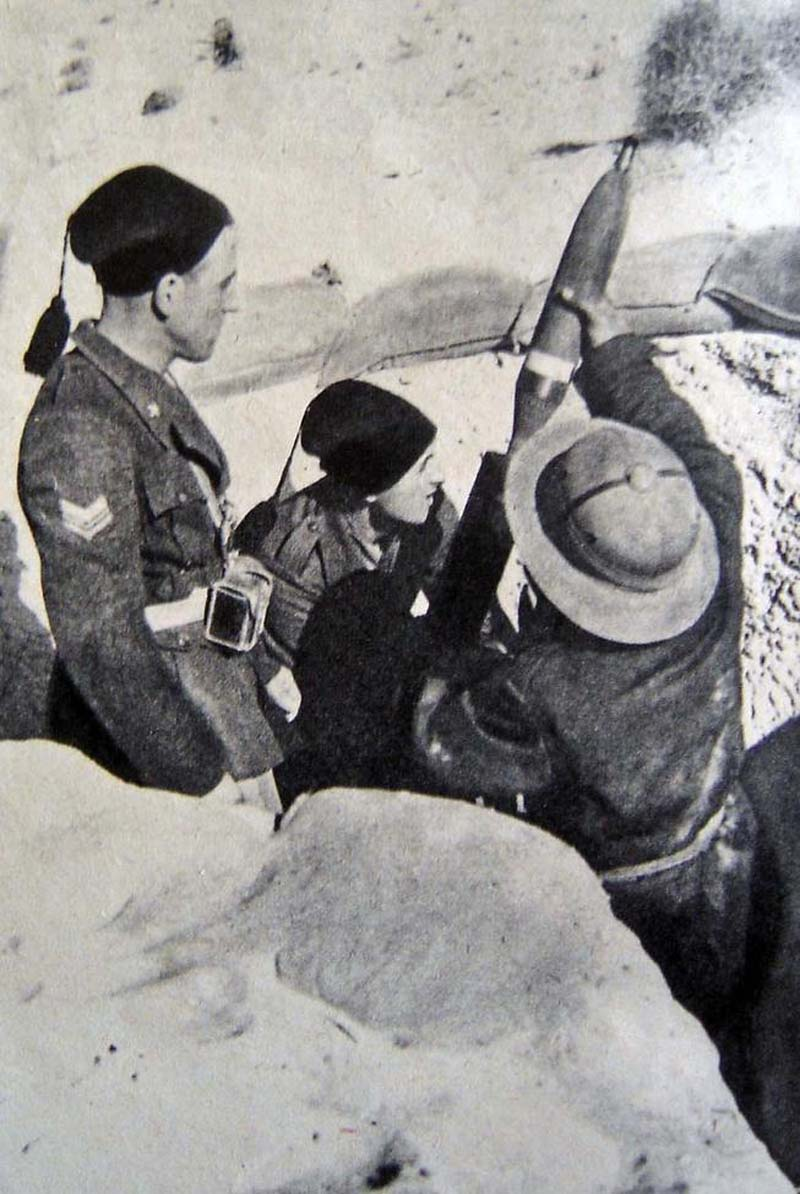
Бійці 136-ї дивізії «Giovani Fascisti» заряджають міномет Mortaio da 81 Mod. 35. Північна Африка, 1942 рік

Офіційним кольором організації був чорний, який перейшов у спадок від елітних штурмових військ Ардіті. Звідси ж і особлива уніформа — сорочки чорного кольору, а також кинджал як неодмінний атрибут і свого роду символ. Чорні сорочки були відсиланням до червоних сорочок військ Джузеппе Гарібальді, який об'єднав роздрібнену Італію в єдину державу під управлінням династії Савойського дому. Однак фашисти не могли використовувати червоний колір, оскільки він був символом їх ворогів — комуністів і соціалістів, тому використовувався чорний колір «Ардіті», як колір смерті, готовності пожертвувати собою. Також з відмінних рис уніформи чорносорочечників був особливий головний убір — феска або феска-ковпак (див. фото поруч). Він також дістався їм як елемент уніформи «ардіті». Військові звання у чорносорочечників були свої власні, причому деякі називалися за зразком легіонерських звань Стародавнього Риму. Ще одним відмітним знаком мундира чорносорочечників були чорні петлиці у формі полум'я. 

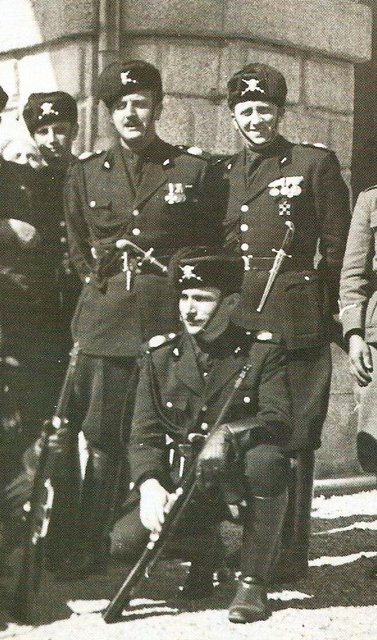
Moschettieri del Duce. Особиста гвардія і охорона Муссоліні.

На відміну від нацистського СС, члени якого в більшості своїй ставилися негативно до християнства, а їхні вожді сповідували окультизм, чорносорочечники, як багато інших італійців, були в основному побожними католиками. Якщо кандидату на вступ до лав гітлерівського СС відповідно до расової політики потрібно було мати певний зріст, колір очей і волосся, правильну форму черепа і тіла, а також зуміти документально довести своє чистокровне арійське походження аж до п'ятого коліна (середина XVIII століття), то в чорносорочечників до 1938 року набиралися всі охочі члени фашистської партії в віці від 17 до 50 років без особливих вимог до національності. У колоніях Італії на службу в фашистську міліцію могли надходити вихідці з місцевих народів Лівії, Ефіопії, Сомалі. У роки Другої Світової війни в дивізію «Giovani Fascisti» ( «Молоді фашисти») приймалися молоді люди віком 17-21 років, що перебували в молодіжних фашистських рухах. 
Крім відомого вітання у вигляді римського салюту, чорносорочечники на зборах, мітингах та інших своїх громадських заходах використовували жест у вигляді піднятої вгору або витягнутої під кутом правої руки, яка тримає вийнятий з піхов кинджал. Кинджал був неодмінним атрибутом чорносорочечників і також був запозичений у солдатів Ардіті. 
З 1923 по 1940 роки фашистська міліція мала спеціальний підрозділ «Мушкетери Дуче» (Moschettieri del Duce), свого роду особисту гвардію Муссоліні. Їх уніформа була чорного кольору, а також мала особливий знак — череп зі схрещеними кістками на тлі двох схрещених шпаг. 

### Офіцерські звання
| Звання на італійському                       | Знак различия | Звання українською                 |
| -------------------------------------------- | ------------- | ---------------------------------- |
| Primo Caporale d'Onore                       |               | Перший почесний капрал             |
| Caporale d'Onore                             |               | Почесний капрал                    |
| Comandante Generale                          |               | Командир-Генерал                   |
| Luogotenente Generale Capo di Stato Maggiore |               | Генерал-лейтенант начальник штабу  |
| Luogotenente Generale                        |               | Генерал-лейтенант                  |
| Console Generale                             |               | Бригадний генерал                  |
| Console                                      |               | Полковник                          |
| Primo Seniore                                |               | Лейтенант-полковник (підполковник) |
| Seniore                                      |               | Майор                              |
| Centurione                                   |               | Центуріон (капітан)                |
| Capo Manipolo                                |               | Лейтенант                          |
| Sotto Capo Manipolo                          |               | Молодший лейтенант                 |

## Озброєння
Озброювалися військові формування чорносорочечників гірше, ніж Королівська армія. Давався взнаки брак озброєння у самій Італії, навіть найпростішого, стрілецького. Особливо це стало помітно в роки Другої світової війни через високі втрати, оскільки все сучасне озброєння відправлялося в діючі війська, які зазнавали поразок, відступали і часто кидали зброю і де військовослужбовців фашистської міліції часто була меншість. 
Тому часто їх постачали і озброювали за залишковим принципом, особливо охоронні підрозділи і підрозділи так званої «другої лінії». В їх частинах нерідко можна було зустріти раритетне стрілецьке озброєння кінця XIX - початку XX століть: американські кулемети Кольт-Браунінг M1895, французькі Гочкісс» і « Шоша», які постачалися ще в роки Першої світової війни, австрійські трофейні кулемети «Шварцлозе», гвинтівки «Манліхер», самозарядні пістолети «Штайр» і «Рот-Штайр» того ж періоду, а також інші зразки британської, французької і американської трофейної зброї. Разом з ними використовувалося і більш сучасне озброєння, а також техніка — артилерія, бронетехніка, а в самій Італії, уздовж берега Лігурійського і Адріатичного морів, бронепоїзди, в тому числі з важкою артилерією берегової оборони, створені ще в Першу світову війну.
В авіації чорносорочечники були представлені 15-ю бомбардувальною ескадрильєю «La Disperata». Зокрема, під час Другої італо-ефіопської війни в ній пілотом бомбардувальника Caproni Ca.101 служив граф Галеаццо Чано, зять Муссоліні і майбутній міністр закордонних справ. 

## Командири чорносорочечників
- Еміліо Де Боно, Чезаре Марія де Веккі, Італо Бальбо (1923–1924)
- Асклепій Гандольфо (1924–1925)
- Мауріціо Ферранте Гонцага (1925–1926)
- Беніто Муссоліні (1926–25 липень 1943)
- Куіріно Армелліні (26 липня 1943–8 вересня 1943)
- Ренато Ріккі (20 вересня 1943–8 грудня 1943)

## Аналоги в інших країнах
Подібна уніформа була скопійована тими, хто поділяв ідеї Муссоліні, в тому числі Адольфом Гітлером в нацистській Німеччині, він створив коричневі сорочки (Sturmabteilung) і чорну уніформу (Schutzstaffel). Освальдом Мослі в Сполученому Королівстві (де Британський союз фашистів також був відомий як «чорносорочечники»), Всеросійською фашистською партією в Харбіні К. В. Родзаєвським і Всеросійською фашистською організацією в Сполучених Штатах Америки А. А. Вонсяцкого, Вільямом Дадлі Пеллі в Сполучених Штатах Америки ( «Срібний легіон Америки», або «Срібні сорочки») , Камісасом Дорадасом в Мексиці ( «Золоті сорочки»), Плініу Салгаду в Бразилії (чиї послідовники були одягнені в зелені сорочки), і Оуеном О'Даффі в Ірландській Вільній державі (армії товариської асоціації або «Сині сорочки»), Товариство блакитних сорочок під керівництвом Чана Кайши під час Громадянської війни в Китаї. Термін «Сині сорочки» може також стосуватися канадських фашистів, що належать до канадської Національної Соціалістичної єдиної партії.